# Toshi Arai
Toshihiro Arai (新井敏弘; Isesaki, 25 dicembre 1966) è un pilota di rally giapponese.

## Carriera
Debutta nel 1997 con la squadra Subaru a bordo della Subaru Impreza di Gruppo N, rimanendo nella stessa squadra anche nei due anni successivi: 1998, 1999. Nel 2000 debutta anche nel gruppo A ottenendo come miglior risultato un quarto posto in Grecia e il 13º posto in classifica generale con 4 punti ottenuti.
Nel 2001 gareggia nel campionato del mondo rally sempre in Gruppo A e si trova come compagni di squadra Richard Burns, Petter Solberg e Markko Märtin; il miglior risultato è stato un quarto posto al Rally di Cipro. Nel 2002 oltre al riconfermato Petter Solberg si trova insieme al quattro volte campione del mondo Tommi Mäkinen però non ottiene risultati di rilievo.
Tornato a gareggiare dall'anno seguente nel Gruppo N, nel 2004 fonda un suo team con cui nel 2005 conquista il titolo del PWRC, titolo ripetuto nel 2007. Resta nelle competizioni dei rally fino al 2010, passando in seguito alle competizioni riservate alle vetture da gran turismo.

## Palmarès
- P-WRC (2005 e 2007)

### Vittorie nel P-WRC
| Nº | Anno | Rally                     | Copilota      | Vettura                | Squadra                      |
| -- | ---- | ------------------------- | ------------- | ---------------------- | ---------------------------- |
| 1  | 2002 | Rally d'Australia         | Tony Sircombe | Subaru Impreza STi N8  | Spike Subaru Team            |
| 2  | 2003 | Rally della Nuova Zelanda | Tony Sircombe | Subaru Impreza WRX STi | Subaru Production Rally Team |
| 3  | 2003 | Rally d'Argentina         | Tony Sircombe | Subaru Impreza WRX STi | Subaru Production Rally Team |
| 4  | 2003 | Rally di Cipro            | Tony Sircombe | Subaru Impreza WRX STi | Subaru Production Rally Team |
| 5  | 2005 | Rally di Svezia           | Tony Sircombe | Subaru Impreza STi N11 | Subaru Team Arai             |
| 6  | 2005 | Rally di Turchia          | Tony Sircombe | Subaru Impreza STi N11 | Subaru Team Arai             |
| 7  | 2005 | Rally del Giappone        | Tony Sircombe | Subaru Impreza STi N11 | Subaru Team Arai             |
| 8  | 2005 | Rally d'Australia         | Tony Sircombe | Subaru Impreza STi N11 | Subaru Team Arai             |
| 9  | 2006 | Rally del Messico         | Tony Sircombe | Subaru Impreza STi N12 | Subaru Team Arai             |
| 10 | 2007 | Rally dell'Acropoli       | Tony Sircombe | Subaru Impreza STi N12 | Subaru Team Arai             |
| 11 | 2007 | Rally della Nuova Zelanda | Tony Sircombe | Subaru Impreza STi N12 | Subaru Team Arai             |

## Risultati nel mondiale rally

### WRC
| 1997 | Scuderia                | Vettura            |  |  |  |  |  |  |  |  |  |  |  |  |    |  |  |  | Punti | Pos. |
| ---- | ----------------------- | ------------------ |  |  |  |  |  |  |  |  |  |  |  |  | -- |  |  |  | ----- | ---- |
| 1997 | Subaru Rally Team Japan | Subaru Impreza WRX |  |  |  |  |  |  |  |  |  |  |  |  | 16 |  |  |  | 0     |      |

| 1998 | Scuderia                | Vettura            |  |  |  |  |  |  |  |  |    |  |  |     |     |  |  |  | Punti | Pos. |
| ---- | ----------------------- | ------------------ |  |  |  |  |  |  |  |  | -- |  |  | --- | --- |  |  |  | ----- | ---- |
| 1998 | Subaru Rally Team Japan | Subaru Impreza WRX |  |  |  |  |  |  |  |  | SQ |  |  | Rit | Rit |  |  |  | 0     |      |

| 1999 | Scuderia                                                                  | Vettura                                      |  |  |  |     |    |    |  |   |    |  |   |  |   |  |  |  | Punti | Pos. |
| ---- | ------------------------------------------------------------------------- | -------------------------------------------- |  |  |  | --- | -- | -- |  | - | -- |  | - |  | - |  |  |  | ----- | ---- |
| 1999 | Subaru Allstars Endless Sport Subaru Rally Team Japan STI Club Rally Team | Subaru Impreza S5 WRC '98 Subaru Impreza WRX |  |  |  | Rit | 21 | 16 |  | 9 | 13 |  | 7 |  | 8 |  |  |  | 0     |      |

| 2000 | Scuderia          | Vettura                                      |  |  |   |  |    |  |   |     |  |   |  |  |    |     |  |  | Punti | Pos. |
| ---- | ----------------- | -------------------------------------------- |  |  | - |  | -- |  | - | --- |  | - |  |  | -- | --- |  |  | ----- | ---- |
| 2000 | Spike Subaru Team | Subaru Impreza S5 WRC '99 Subaru Impreza WRX |  |  | 6 |  | 16 |  | 4 | Rit |  | 9 |  |  | 13 | Rit |  |  | 4     | 14º  |

| 2001 | Scuderia                | Vettura                   |  |  |     |  |   |   |     |     |  |    |     |     |     |    |  |  | Punti | Pos. |
| ---- | ----------------------- | ------------------------- |  |  | --- |  | - | - | --- | --- |  | -- | --- | --- | --- | -- |  |  | ----- | ---- |
| 2001 | Subaru World Rally Team | Subaru Impreza S7 WRC '01 |  |  | Rit |  | 8 | 4 | Rit | Rit |  | 14 | Rit | Rit | Rit | 10 |  |  | 3     | 18º  |

| 2002 | Scuderia                         | Vettura                                                            |  |    |  |  |     |    |    |     |  |     |  |     |    |  |  |  | Punti | Pos. |
| ---- | -------------------------------- | ------------------------------------------------------------------ |  | -- |  |  | --- | -- | -- | --- |  | --- |  | --- | -- |  |  |  | ----- | ---- |
| 2002 | Spike Subaru Team 555 Subaru WRT | Subaru Impreza WRX Subaru Impreza STi N8 Subaru Impreza S7 WRC '01 |  | 25 |  |  | Rit | 11 | 13 | Rit |  | Rit |  | Rit | 14 |  |  |  | 0     |      |

| 2003 | Scuderia                     | Vettura                                      |  |     |  |    |   |  |   |  |  |     |  |    |  |  |  |  | Punti | Pos. |
| ---- | ---------------------------- | -------------------------------------------- |  | --- |  | -- | - |  | - |  |  | --- |  | -- |  |  |  |  | ----- | ---- |
| 2003 | Subaru Production Rally Team | Subaru Impreza STi N8 Subaru Impreza WRX STi |  | Rit |  | 11 | 9 |  | 9 |  |  | Rit |  | 17 |  |  |  |  | 0     |      |

| 2004 | Scuderia         | Vettura                                       |  |    |    |    |  |  |  |     |  |    |   |  |  |  |  |   | Punti | Pos. |
| ---- | ---------------- | --------------------------------------------- |  | -- | -- | -- |  |  |  | --- |  | -- | - |  |  |  |  | - | ----- | ---- |
| 2004 | Subaru Team Arai | Subaru Impreza WRX STi Subaru Impreza STi N10 |  | 26 | 13 | 15 |  |  |  | Rit |  | 18 | 9 |  |  |  |  | 8 | 1     | 30º  |

| 2005 | Scuderia         | Vettura                |  |    |  |    |  |    |    |  |  |  |  |  |    |  |  |   | Punti | Pos. |
| ---- | ---------------- | ---------------------- |  | -- |  | -- |  | -- | -- |  |  |  |  |  | -- |  |  | - | ----- | ---- |
| 2005 | Subaru Team Arai | Subaru Impreza STi N11 |  | 17 |  | 14 |  | 21 | 14 |  |  |  |  |  | 12 |  |  | 9 | 0     |      |

| 2006 | Scuderia                                 | Vettura                                           |  |  |   |  |  |    |  |    |  |  |   |    |  |     |    |  | Punti | Pos. |
| ---- | ---------------------------------------- | ------------------------------------------------- |  |  | - |  |  | -- |  | -- |  |  | - | -- |  | --- | -- |  | ----- | ---- |
| 2006 | Subaru Team Arai Subaru World Rally Team | Subaru Impreza STi N12 Subaru Impreza S12 WRC '06 |  |  | 9 |  |  | 30 |  | 21 |  |  | 6 | 22 |  | Rit | 30 |  | 3     | 21º  |

| 2007 | Scuderia         | Vettura                |  |    |  |    |  |    |  |    |  |  |    |  |  |    |  |  | Punti | Pos. |
| ---- | ---------------- | ---------------------- |  | -- |  | -- |  | -- |  | -- |  |  | -- |  |  | -- |  |  | ----- | ---- |
| 2007 | Subaru Team Arai | Subaru Impreza STi N12 |  | 23 |  | 11 |  | 10 |  | 15 |  |  | 13 |  |  | 29 |  |  | 0     |      |

| 2008 | Scuderia         | Vettura                |  |    |  |     |  |  |     |     |  |  |     |  |  |    |  |  | Punti | Pos. |
| ---- | ---------------- | ---------------------- |  | -- |  | --- |  |  | --- | --- |  |  | --- |  |  | -- |  |  | ----- | ---- |
| 2008 | Subaru Team Arai | Subaru Impreza STi N14 |  | 15 |  | Rit |  |  | Rit | Rit |  |  | Rit |  |  | 12 |  |  | 0     |      |

| 2009 | Scuderia         | Vettura                |  |     |    |  |    |  |    |  |  |     |  |    |  |  |  |  | Punti | Pos. |
| ---- | ---------------- | ---------------------- |  | --- | -- |  | -- |  | -- |  |  | --- |  | -- |  |  |  |  | ----- | ---- |
| 2009 | Subaru Team Arai | Subaru Impreza STi N14 |  | Rit | 13 |  | 12 |  | 10 |  |  | Rit |  | 13 |  |  |  |  | 0     |      |

| 2010 | Scuderia         | Vettura                |  |    |  |  |    |  |  |  |    |     |    |  |    |  |  |  | Punti | Pos. |
| ---- | ---------------- | ---------------------- |  | -- |  |  | -- |  |  |  | -- | --- | -- |  | -- |  |  |  | ----- | ---- |
| 2010 | Subaru Team Arai | Subaru Impreza STi N15 |  | 11 |  |  | 26 |  |  |  | 34 | Rit | 23 |  | 30 |  |  |  | 0     |      |

| 2022 | Scuderia   | Vettura           |  |  |  |  |  |  |  |  |  |  |  |  |     |  |  |  | Punti | Pos. |
| ---- | ---------- | ----------------- |  |  |  |  |  |  |  |  |  |  |  |  | --- |  |  |  | ----- | ---- |
| 2022 | Toshi Arai | Citroën C3 Rally2 |  |  |  |  |  |  |  |  |  |  |  |  | Rit |  |  |  | 0     |      |

| Legenda | 1º posto | 2º posto | 3º posto | A punti | Senza punti | Ritirato | Squalificato | NP=Non partito C=Gara cancellata | Apice=Power stage |

### WRC-2
| 2022 | Scuderia   | Vettura           |  |  |  |  |  |  |  |  |  |  |  |  |     |  |  |  | Punti | Pos. |
| ---- | ---------- | ----------------- |  |  |  |  |  |  |  |  |  |  |  |  | --- |  |  |  | ----- | ---- |
| 2022 | Toshi Arai | Citroën C3 Rally2 |  |  |  |  |  |  |  |  |  |  |  |  | Rit |  |  |  | 0     |      |

| Legenda | 1º posto | 2º posto | 3º posto | A punti | Senza punti | Ritirato | Squalificato | NP=Non partito C=Gara cancellata | Apice=Power stage |

### WRC-2 Masters Cup
| 2022 | Scuderia   | Vettura           |  |  |  |  |  |  |  |  |  |  |  |  |     |  |  |  | Punti | Pos. |
| ---- | ---------- | ----------------- |  |  |  |  |  |  |  |  |  |  |  |  | --- |  |  |  | ----- | ---- |
| 2022 | Toshi Arai | Citroën C3 Rally2 |  |  |  |  |  |  |  |  |  |  |  |  | Rit |  |  |  | 0     |      |

| Legenda | 1º posto | 2º posto | 3º posto | A punti | Senza punti | Ritirato | Squalificato | NP=Non partito C=Gara cancellata | Apice=Power stage |

### P-WRC
| 2002 | Scuderia                         | Vettura                                  |  |   |  |  |     |   |  |     |  |  |  |     |   |  |  |  | Punti | Pos. |
| ---- | -------------------------------- | ---------------------------------------- |  | - |  |  | --- | - |  | --- |  |  |  | --- | - |  |  |  | ----- | ---- |
| 2002 | Spike Subaru Team 555 Subaru WRT | Subaru Impreza WRX Subaru Impreza STi N8 |  | 2 |  |  | Rit | 2 |  | Rit |  |  |  | Rit | 1 |  |  |  | 22    | 4º   |

| 2003 | Scuderia                     | Vettura                                      |  |     |  |   |   |  |   |  |  |     |  |   |  |  |  |  | Punti | Pos. |
| ---- | ---------------------------- | -------------------------------------------- |  | --- |  | - | - |  | - |  |  | --- |  | - |  |  |  |  | ----- | ---- |
| 2003 | Subaru Production Rally Team | Subaru Impreza STi N8 Subaru Impreza WRX STi |  | Rit |  | 1 | 1 |  | 1 |  |  | Rit |  | 2 |  |  |  |  | 38    | 2º   |

| 2004 | Scuderia         | Vettura                                       |  |   |   |   |  |  |  |     |  |   |  |  |  |  |  |   | Punti | Pos. |
| ---- | ---------------- | --------------------------------------------- |  | - | - | - |  |  |  | --- |  | - |  |  |  |  |  | - | ----- | ---- |
| 2004 | Subaru Team Arai | Subaru Impreza WRX STi Subaru Impreza STi N10 |  | 6 | 2 | 5 |  |  |  | Rit |  | 4 |  |  |  |  |  | 2 | 30    | 2º   |

| 2005 | Scuderia         | Vettura                |  |   |  |   |  |   |   |  |  |  |  |  |   |  |  |   | Punti | Pos. |
| ---- | ---------------- | ---------------------- |  | - |  | - |  | - | - |  |  |  |  |  | - |  |  | - | ----- | ---- |
| 2005 | Subaru Team Arai | Subaru Impreza STi N11 |  | 1 |  | 2 |  | 7 | 1 |  |  |  |  |  | 1 |  |  | 1 | 50    | 1º   |

| 2006 | Scuderia         | Vettura                |  |  |   |  |  |   |  |   |  |  |  |   |  |     |   |  | Punti | Pos. |
| ---- | ---------------- | ---------------------- |  |  | - |  |  | - |  | - |  |  |  | - |  | --- | - |  | ----- | ---- |
| 2006 | Subaru Team Arai | Subaru Impreza STi N12 |  |  | 1 |  |  | 8 |  | 5 |  |  |  | 6 |  | Rit | 9 |  | 18    | 6º   |

| 2007 | Scuderia         | Vettura                |  |   |  |   |  |   |  |   |  |  |   |  |  |    |  |  | Punti | Pos. |
| ---- | ---------------- | ---------------------- |  | - |  | - |  | - |  | - |  |  | - |  |  | -- |  |  | ----- | ---- |
| 2007 | Subaru Team Arai | Subaru Impreza STi N12 |  | 6 |  | 2 |  | 2 |  | 1 |  |  | 1 |  |  | 10 |  |  | 39    | 1º   |

| 2008 | Scuderia         | Vettura                |  |   |  |     |  |  |     |     |  |  |     |  |  |   |  |  | Punti | Pos. |
| ---- | ---------------- | ---------------------- |  | - |  | --- |  |  | --- | --- |  |  | --- |  |  | - |  |  | ----- | ---- |
| 2008 | Subaru Team Arai | Subaru Impreza STi N14 |  | 6 |  | Rit |  |  | Rit | Rit |  |  | Rit |  |  | 3 |  |  | 9     | 12º  |

| 2009 | Scuderia         | Vettura                |  |     |   |  |   |  |   |  |  |     |  |   |  |  |  |  | Punti | Pos. |
| ---- | ---------------- | ---------------------- |  | --- | - |  | - |  | - |  |  | --- |  | - |  |  |  |  | ----- | ---- |
| 2009 | Subaru Team Arai | Subaru Impreza STi N14 |  | Rit | 4 |  | 3 |  | 3 |  |  | Rit |  | 2 |  |  |  |  | 25    | 5º   |

| 2010 | Scuderia         | Vettura                |  |   |  |  |   |  |  |  |   |     |   |  |   |  |  |  | Punti | Pos. |
| ---- | ---------------- | ---------------------- |  | - |  |  | - |  |  |  | - | --- | - |  | - |  |  |  | ----- | ---- |
| 2010 | Subaru Team Arai | Subaru Impreza STi N15 |  | 2 |  |  | 4 |  |  |  | 6 | Rit | 3 |  | 9 |  |  |  | 55    | 5º   |

| Legenda | 1º posto | 2º posto | 3º posto | A punti | Senza punti | Ritirato | Squalificato | NP=Non partito C=Gara cancellata | Apice=Power stage |